# تاريخ النفوذ الهندي على جنوب شرق آسيا
كانت مناطق جنوب شرق آسيا واقعة تحت سيطرة الهند الكبرى ابتداءً مما يقارب 290 قبل الميلاد حتى ما يقارب القرن الخامس عشر، عندما جرى امتصاص التأثير الهندوسي البوذي من قبل السياسة المحلية. أقامت الممالك في الساحل الجنوبي الشرقي لشبه القارة الهندية علاقات تجارية وثقافية وسياسية مع ممالك جنوب شرق آسيا في بورما وتايلاند وإندونيسيا وشبه جزيرة الملايو والفلبين وكمبوديا وفيتنام. أدى هذا إلى التهنيد والتهذيب السانسكوري لجنوب شرق آسيا داخل المحيط الهندي، وكانت سياسات جنوب شرق آسيا هي الماندالا الهندوسية البوذية الهندية (السياسات، دول المدن والكونفدراليات).
على عكس الممالك الهندوسية داخل شبه القارة الهندية، لم يكن لدى إمبراطورية بالافا على الساحل الجنوبي الشرقي لشبه الجزيرة الهندية قيود ثقافية على عبور البحر. كان لإمبراطورية تشولا تأثير عميق على جنوب شرق آسيا، التي نفذت حملة جنوب شرق آسيا في عهد راجندرا تشولا الأول وغزو تشولا لسريفياجايا. وقد أدى ذلك إلى مزيد من التبادلات عبر الطرق البحرية إلى جنوب شرق آسيا. وعندما ازدهرت البوذية وأصبحت الدين الرئيسي في العديد من بلدان جنوب شرق آسيا، انتهت في شبه القارة الهندية.
يُعتقد أن شعوب جنوب شرق آسيا -في الوقت الحاضر ماليزيا وإندونيسيا والفلبين- قد هاجرت جنوبًا من جنوب الصين في وقت ما بين 2500 و1500 قبل الميلاد. أصبح تأثير حضارة شبه القارة الهندية سائدًا بشكل تدريجي فيما بينهم، وبين شعوب البر الرئيسي لجنوب شرق آسيا.
استمر التجار والمغامرون والمعلمون والكهنة في جنوب الهند في التأثير المهيمن في جنوب شرق آسيا حتى ما يقارب 1500م. انتشرت الهندوسية والبوذية على حد سواء إلى هذه الدول من الهند ولعدة قرون كانت موجودة هناك مع التسامح المتبادل. في نهاية المطاف أصبحت ولايات البر الرئيسي بوذيةً بشكل رئيسي.

## بروناي

### الممالك الهندوسية البوذية (؟ - ~ 1400م)
يعتمد تاريخ بروناي قبل وصول سفن ماجلان في 1519-1522م على تفسير المصادر الصينية والأساطير المحلية. يعتقد المؤرخون بأنه كانت هناك دولة هندوسية بوذية هندية سابقة حتى يومنا هذا، سلطنة بروناي. كانت إحدى الدول السلف تسمى فيجايابورا، والتي ربما كانت موجودة في شمال غرب بورنيو في القرن السابع. ربما كانت دولة تخضع لإمبراطورية الهندوسية البوذية سريفيجايا القوية المتمركزة في سومطرة. كانت إحدى الدول السلف تسمى بو-ناي (بينيان: بوناي). بحلول القرن العاشر، كانت بو-ناي لديها اتصالات مع سلالة سونغ أولاً، وفي مرحلة ما دخلت في علاقة رافدة مع الصين. بحلول القرن الرابع عشر، سقطت بو-ناي أيضًا تحت تأثير إمبراطورية ماجاباهيت الهندوسية الجاوية الهندية. ذكر كتاب ناكارا كريتاكاما، كانتو 14، الذي كتبه برابانكا في عام 1365م، بيروني كدولة تابعة لماجاباهيت. ومع ذلك، ربما لم يكن هذا أكثر من علاقة رمزية، حيث كان حساب واحد من الجزية السنوية المستحقة كل عام إلى ماجاباهيت عبارة عن برطمان من عصير الأريكا حُصل عليه من المكسرات الخضراء الصغيرة في نخيل الأريكا. استأنفت أسرة مينغ الاتصالات مع بو-ناي في السبعينيات من القرن التاسع عشر وزار حاكم بو-ناي ما-نا-جيه-جيا-نا عاصمة مينغ نانجينغ في عام 1408م وتوفي هناك؛ جرى اكتشاف قبره في القرن العشرين، وهو الآن نصب تذكاري محمي.

### السلطنة الإسلامية الهندية (1400م - حتى الآن)
في عام 1402م، توفي السلطان محمد شاه، كان أول من تحول من البوذية الهندوسية إلى الإسلام، وكان اسمه قبل التحويل هو اوانغ ألاك بيتاتار.

## بورما (ميانمار)
في الطرف الغربي من البر الرئيسي لجنوب شرق آسيا، كانت بور السفلى تحتلها شعوب مون التي يعتقد أنها أتت في الأصل من غرب الصين. في بورما السفلى حلوا محل شعب سابق: البيو، الذين لا يُعرف عنهم سوى القليل إلا أنهم مارسوا الهندوسية.

### وصول البوذية وتأثير الأدب الهندي (القرن الثالث الميلادي فصاعدًا)
تأثر المونس بشدة باتصالاتهم مع التجار الهنود خلال القرن الثالث قبل الميلاد إذ اعتمدوا الأدب والفن الهندي والدين البوذي. كان الماينز أقدم حضارة معروفة في جنوب شرق آسيا. كانت تتكون من عدد من ممالك المون، وانتشرت من بورما السفلى إلى معظم أنحاء تايلاند، حيث أسسوا مملكة دفارافاتي. كانت مستوطناتهم الرئيسية في بورما كلًا من ثاتون وبيغو.

### الممالك البوذية التبتية-البورمية (القرن 11 إلى 13 م)
من نحو القرن التاسع فصاعدًا، انتقلت قبائل تيبيتو-بورمان جنوبًا من التلال شرق التبت إلى سهل إيراوادي. أسسوا عاصمتهم في باغان في بورما العليا في القرن العاشر. استوعبوا في النهاية المونس ومدنهم وتبنوا حضارة مون والبوذية. وحدت مملكة باغان جميع بورما تحت حكم واحد لمدة 200 عام - من القرن الحادي عشر إلى القرن الثالث عشر. حدثت أوج قوتها في عهد الملك أنورثا (1044-1077)، الذي غزا مملكة مون أوف ثاتون. بنى الملك أنورثا العديد من المعابد التي اشتهر بها باغان. تشير التقديرات إلى وجود نحو 13000 معبد في المدينة، ولا يزال هناك نحو 5000 معبد.

## كمبوديا

### فونان

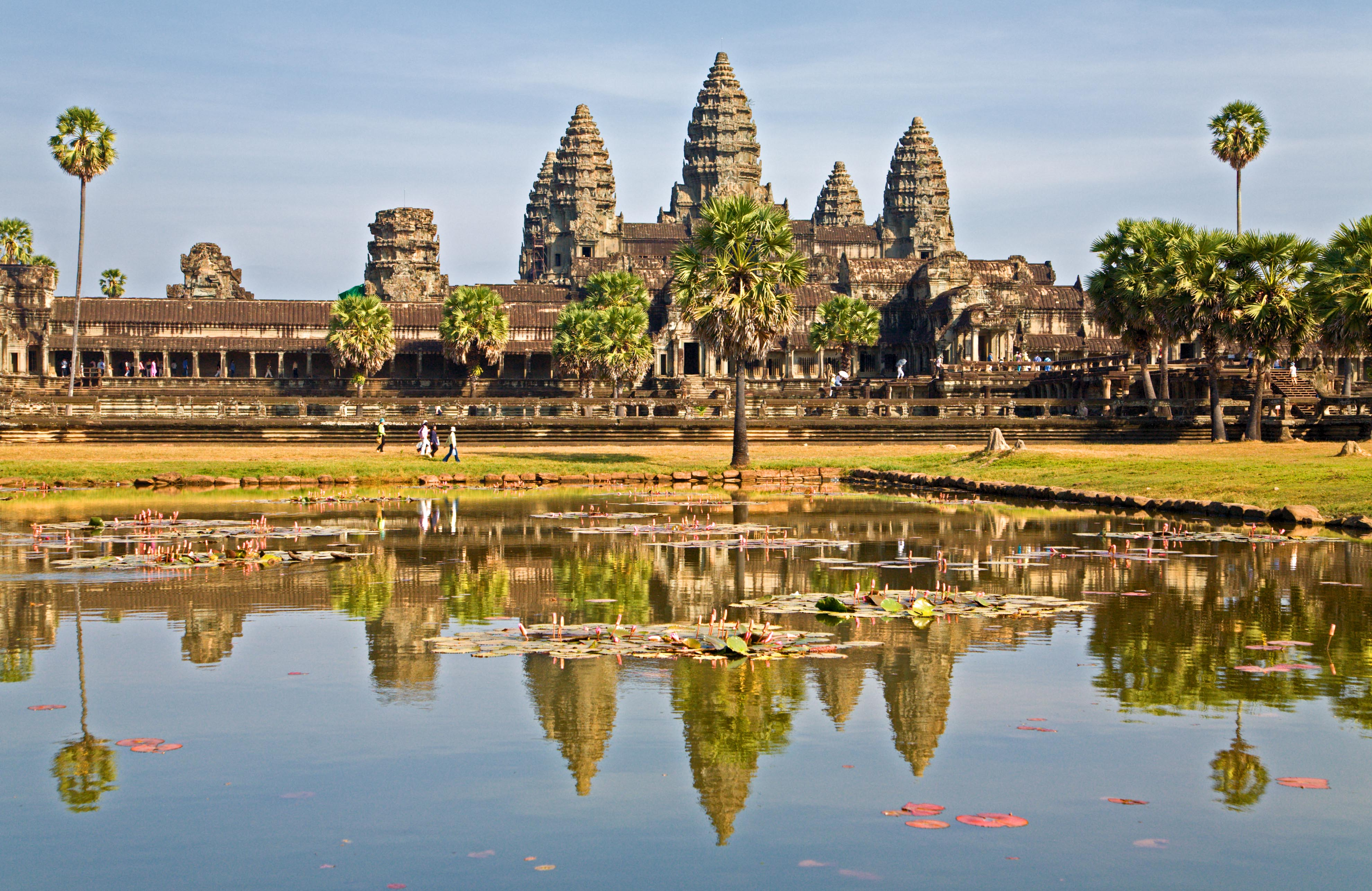
أنغكور وات

أول هذه الدول الهندوسية التي حققت أهمية واسعة النطاق كانت مملكة فونان التي تأسست في القرن الأول الميلادي في ما هو الآن كمبوديا - وفقًا للأسطورة، بعد زواج براهمان من عائلة الزعيم المحلي. هؤلاء السكان المحليين كانوا أناسًا خميريين. ازدهرت فونان لمدة 500 سنة. قامت بتجارة مزدهرة مع الهند والصين، وطور مهندسوها نظام قناة واسعة النطاق. تمارس النخبة فن الحكم والفنون والعلوم، على أساس الثقافة الهندية. انتشرت ممالك التبعية إلى جنوب فيتنام في الشرق وإلى شبه جزيرة الملايو في الغرب.[بحاجة لمصدر]

### شينلا وأنغكور
في أواخر القرن السادس الميلادي، تسببت الصراعات الأسرية في انهيار إمبراطورية فونان. وقد خلفتها دولة هندوسية خميرية أخرى، تشين لا، والتي استمرت حتى القرن التاسع. بعد ذلك، أسس ملك الخمير، جيافارمان الثاني (نحو 800-850) عاصمة في أنغكور في وسط كمبوديا. أسس عبادة حددت الملك مع الإله الهندوسي شيفا - أحد ثالوث الآلهة الهندوسية، براهما الخالق، فيشنو الحافظ، شيفا الإله الذي يرمز إلى التدمير والتكاثر. ازدهرت إمبراطورية أنغكور من القرن التاسع إلى أوائل القرن الثالث عشر. وصلت المدينة ذروة شهرتها تحت حكم جيافارمان السابع في نهاية القرن الثاني عشر، عندما امتدت فتوحاتها إلى تايلاند في الغرب (حيث غزت مملكة مون لدوارافاتي) وإلى جامبا في الشرق. النصب التذكاري الأكثر شهرة هو معبد أنغكور وات العظيم، الذي بني في وقت مبكر من القرن الثاني عشر. يلخص هذا الموقع الكائن في البر الرئيسي لجنوب شرق آسيا ما يقارب القرن الثاني عشر. في هذه الأثناء، مما يقارب القرن السادس وحتى القرن الرابع عشر، كانت هناك سلسلة من الإمبراطوريات البحرية العظيمة على أساس الجزر الإندونيسية سومطرة وجافا. في الأيام الأولى، جاء هؤلاء الهنود في الغالب من مملكة كالينجا القديمة، على الساحل الجنوبي الشرقي للهند. لا يزال الهنود في إندونيسيا معروفين باسم «كلينجز»، المشتقة من كالينجا.

## تيمور الشرقية
لم يكن التيموريون اللاحقون من البحارة، بل كانوا شعوباً تركز على الأرض ولم يتصلوا بالجزر والشعوب الأخرى عن طريق البحر. كانت تيمور جزءًا من منطقة جزر صغيرة بها مجموعات صغيرة من السكان الذين يتركزون على الأراضي بشكل مماثل والتي تشكل الآن شرق إندونيسيا. كان الاتصال بالعالم الخارجي عبر شبكات من تجار البحار الأجانب من مناطق بعيدة مثل الصين والهند التي خدمت الأرخبيل. تضمنت المنتجات الخارجية التي أُحضِرت إلى المنطقة السلع المعدنية والأرز والمنسوجات الرفيعة والعملات المعدنية التي استُبدِلت بالتوابل المحلية وخشب الصندل وقرن الغزلان وشمع النحل والعبيد.

### الممالك الهندوسية البوذية الهندية

#### إمبراطورية الهندوسية البوذية الهندية الجاوية الهندية (القرنين السابع والثاني عشر)
تشير التقاليد الشفوية لسكان إمارة ويهالي في تيمور الشرقية إلى هجرتهم من سينا موتين مالاكا أو «ملقا الصينية البيضاء» (جزء من إمبراطورية سريفياجايا الهندوسية البوذية) في العصور القديمة.

#### كتابع للإمبراطورية الهندوسية الجاوية الهندية من ماجاباهيت (القرنين الثاني عشر والسادس عشر)
وصفت ناجاراكريتاجاما، سجلات إمبراطورية ماجاباهيت، تيمور بأنها رافد، ولكن كما كتب عالم التسلسل الزمني البرتغالي تومي بيريس في القرن السادس عشر، كانت جميع جزر شرق جاوا تسمى «تيمور». استخدم القومي الإندونيسي سجلات ماجاباهيت للمطالبة بتيمور الشرقية كجزء من إندونيسيا.

##### التجارة مع الصين
ذُكر تيمور في القرن التاسع عشر الصيني زو فان زاي، حيث أطلق عليه تاي-وو واشتهر بخشب الصندل. ويطلق عليه تاي-مين في تاريخ الأغنية عام 1345م. في الكتابة حتى عام 1350م، يشير وانغ دايوان إلى كو-لاي تاي-مين، وهو إفساد لجيري تيمور، أي جزيرة تيمور. جيري من «الجبل» في اللغة السنسكريتية، وبالتالي «جزيرة تيمور الجبلية».

##### المشيخات أو الأنظمة السياسية
أفاد المستكشفون الأوروبيون الأوائل بأن الجزيرة بها عدد من المشيخات الصغيرة أو الأمراء في أوائل القرن السادس عشر. من أهمها، مملكة ويهالي أو ويهل في تيمور الوسطى، والتي توافقت معها الجماعات العرقية التيتوم والبوناك والكيماك.

### الاستعمار الأوروبي والتنصير (القرن السادس عشر وما بعده)
ابتداءً من أوائل القرن السادس عشر، كان المستعمرون الأوروبيون -الهولنديون في غرب الجزيرة، والبرتغاليون في الشرق- يقسمون الجزيرة، ويعزلون التيموريين الشرقيين عن تاريخ الأرخبيل المحيط.

## إندونيسيا

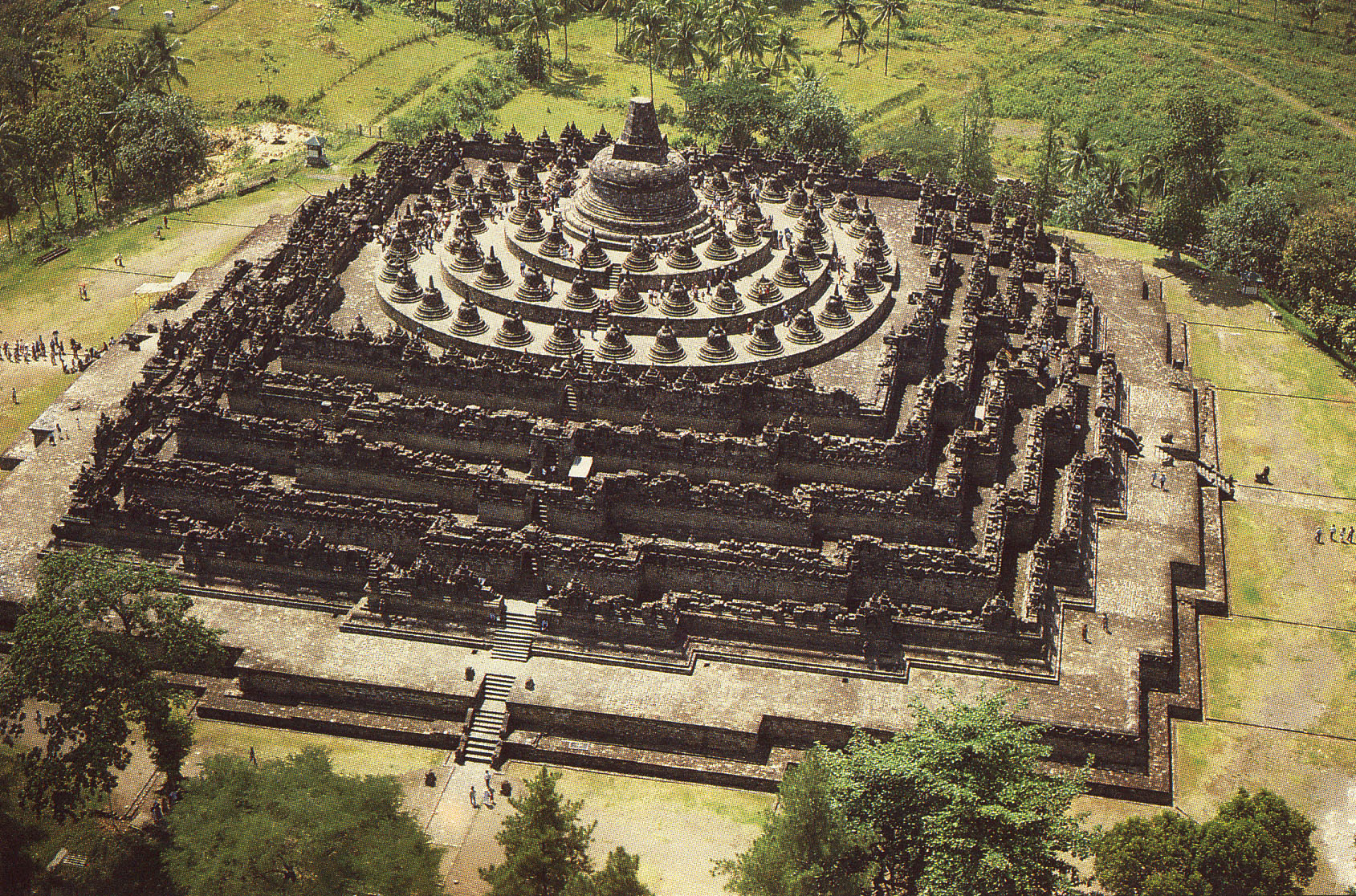
منظر بانورامي لبوروبودور

ما يقارب أكثر من ألف عام، بين القرن الخامس إلى القرن الخامس عشر، ازدهرت الولايات والإمبراطوريات الهندية المختلفة في الأرخبيل الإندونيسي؛ من عهد تاروماناجارا إلى ماجاباهيت. على الرغم من تأسيسها ربما من قبل المستوطنين الهنود الأوائل أو من قبل الحكومات المحلية التي تبنت الثقافة الهندية، وتحتفظ باتصالات دبلوماسية مع الهند، ظلت هذه الممالك الهندوسية البوذية الأرخبيلية مستقلة سياسياً عن ممالك شبه القارة الهندية. جنبًا إلى جنب مع كمبوديا وشامبا، كانت الحضارة البوذية الهندوسية لجاوا واحدة من أجمل جواهر الحضارة الدهارمية التي ازدهرت في جنوب شرق آسيا.